# Kąpielisko Afrodyty
Kąpielisko Afrodyty – sadzawka w pobliżu małego miasta Polis, w dystrykcie Pafos na Cyprze, łączone w szeregu mitów greckich z osobą bogini Afrodyty.
W mitologii greckiej wybrzeże Morza Śródziemnego w odległości 26 kilometrów od Pafos uważane było za miejsce cudownych narodzin Afrodyty. Stąd okolice Pafos uważano za miejsce szczególnie chętnie odwiedzane przez tę boginię, a samo miasto było głównym ośrodkiem jej kultu. Miano kąpieliska Afrodyty przylgnęło do jednej z sadzawek w naturalnej grocie na półwyspie Akamas, w pobliżu Latchi. Według mitu bogini miała wielokrotnie kąpać się w tym miejscu. Mitologia przypisywała również wodzie sadzawki moc leczenia bezpłodności.